# Lazaruskirche (Bethanien)

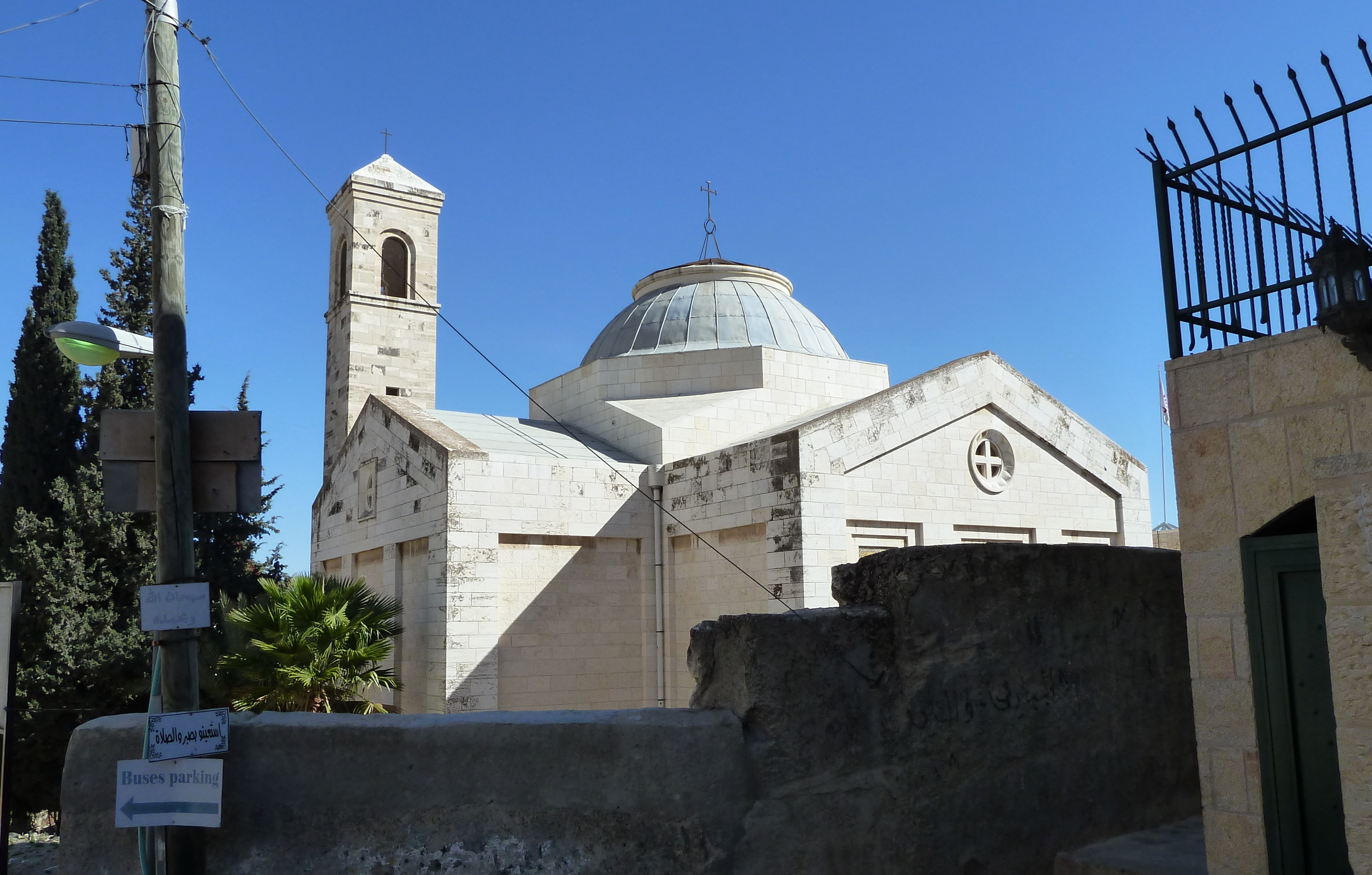
Bethanien Lazaruskirche

Die Lazaruskirche ist ein römisch-katholisches Kirchengebäude in Al-Eizariya (Al-Izzariya/العيزرية) im Westjordanland (Palästina), etwa 2,4 km östlich von Jerusalem, dem im Neuen Testament als Schauplatz der Auferweckung des Lazarus bekannten Bethanien. Sie wurde in den 1950er Jahren im neobyzantinischen Baustil gebaut und steht unter der Obhut der Kustodie des Heiligen Landes.

## Geschichte
Bethanien (später Lazarion genannt, was im arabischen al-Eizariya noch bewahrt ist) war wegen des Wunders Jesu schon im 4. Jahrhundert ein viel besuchtes Pilgerziel. Ein Lazarus-Grab ist schon 333 durch den Pilger von Bordeaux bezeugt. Von der ersten Kirche aus dem 4. Jahrhundert, deren Mosaike im Hof vor der heutigen zu sehen sind, berichtete Hieronymus. Sie war eine dreischiffige Basilika, die durch einen Vorhof mit dem Lazarusgrab verbunden war. Sie wurde bereits im 5. oder 6. Jahrhundert durch ein Erdbeben zerstört.
Im 6. Jahrhundert wurde eine neue Basilika beim Lazarusgrab erbaut, die der Zerstörung der Kirchen unter Kalif al-Hakim 1009 entging. Die Kreuzfahrer erneuerten den zweiten Bau und übertrugen die Betreuung den Benediktinerinnen, deren Klosterkonvent 1138 von Melisende, der Gemahlin des Kreuzfahrerkönigs Fulko V. von Jerusalem, gegründet wurde. Zusätzlich errichteten die Kreuzfahrer eine weitere Kirche. Bereits 1187 eroberte Saladin Bethanien. Als Felix Fabri aus Ulm 1483 den Ort besuchte, fand er die Kirche noch erhalten, den Turm und das Kloster als Ruine. In den folgenden Jahrhunderten wurde die gesamte Anlage verweltlicht und Wohnzwecken zugeführt.
Im Jahre 1949 gelang es der Kustodie des Heiligen Landes, das Grundstück aufzukaufen und sorgfältig zu untersuchen. Die Ausgrabungen legten Mauer- und Mosaikrest von drei alten Kirchen frei. Nach den Ausgrabungen wurde unter Leitung des Architekten Antonio Barluzzi in den 1950er Jahren auf dem östlichen Gelände der alten Lazaruskirche ein Neubau errichtet, der 1954 eingeweiht wurde.

## Beschreibung
Die heutige Lazaruskirche ist in etwa so breit wie die zweite byzantinische Kirche, aber kürzer, was Raum für den schönen Vorhof lässt. Geformt wie ein griechisches Kreuz, ahmt sie ein Grabmonument nach. Die Mosaike in den Kreuzarmen hat der italienische Künstler Cesare Vagarini gestaltet: Sie stellen die drei Schriftstellen dar, die Bethanien thematisieren. Links sieht man Jesus bei Martha und Maria, rechts steht das Grab des Lazarus. Die Eingangswand zeigt Jesus im Hause Simons des Aussätzigen und über dem Hochaltar tröstet Jesus die beiden Schwestern mit den Worten: „Ich bin die Auferstehung und das Leben“. Licht in die kleine, überschaubare Kirche fällt lediglich durch die gläserne Kuppel, ein Hinweis Barluzzis auf die Auferstehung.

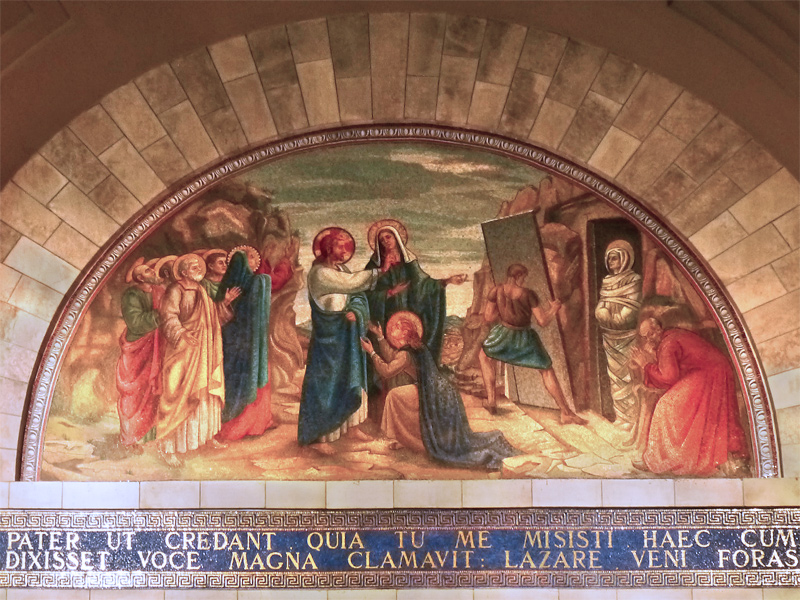
Die Auferstehung des Lazarus
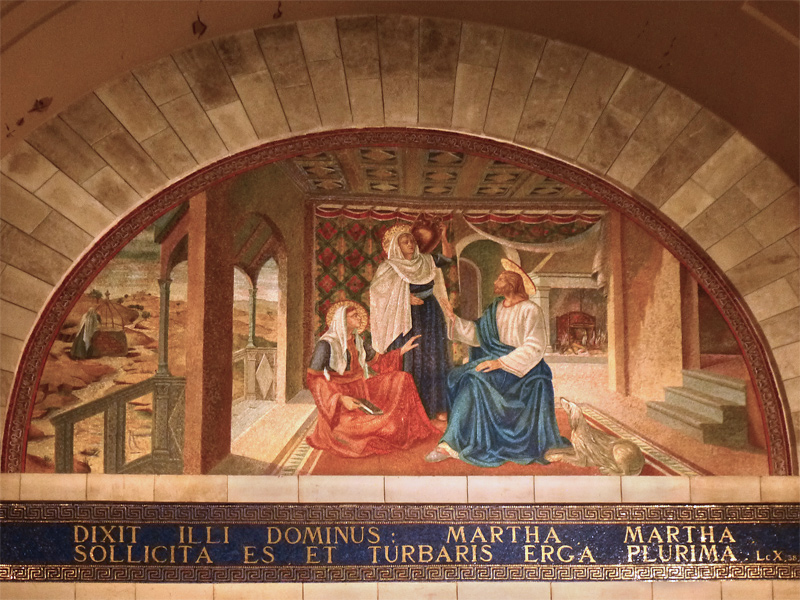
Jesus im Haus von Martha und Maria
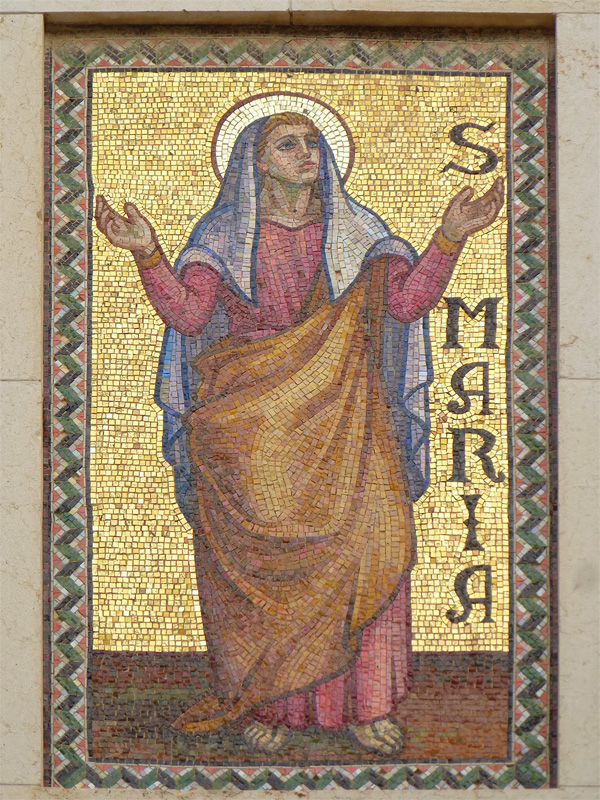
Maria (Mosaik an der Außenwand)
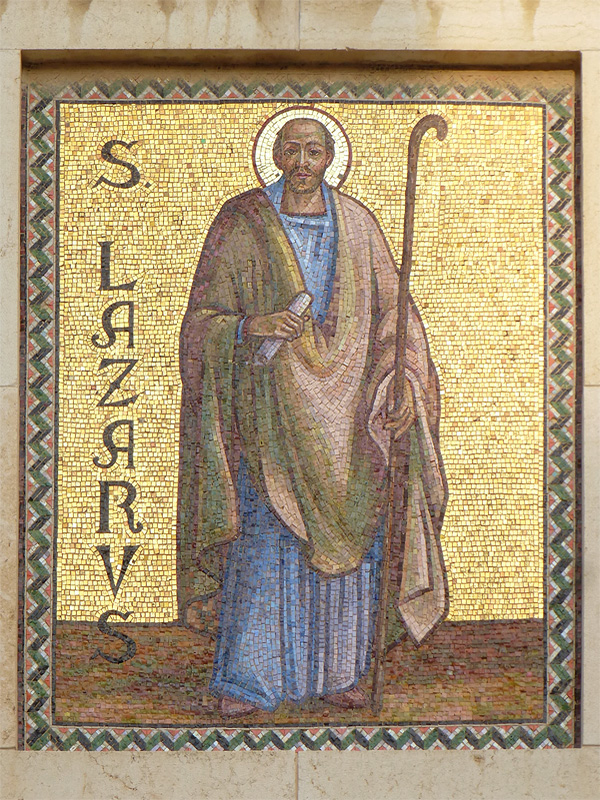
Lazarus (Mosaik an der Außenwand)
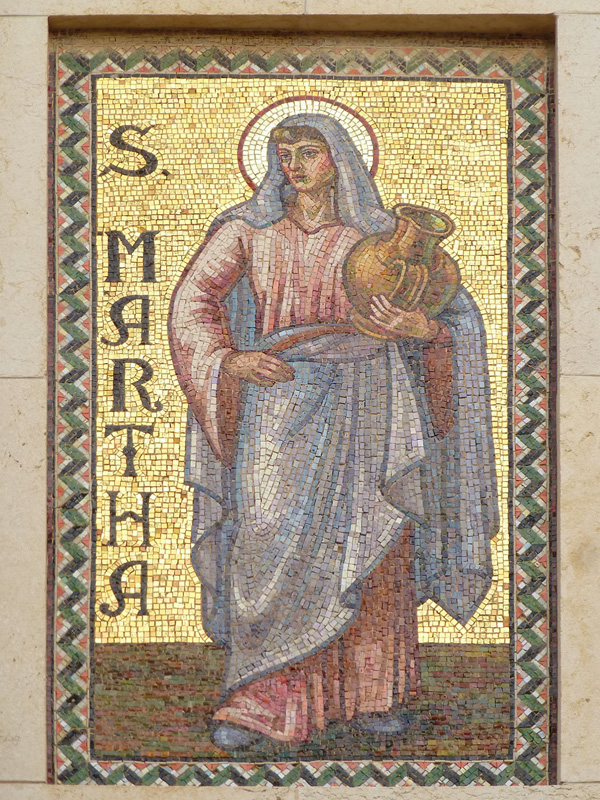
Martha (Mosaik an der Außenwand)